# Квиллайя мыльная
Квиллайя мыльная, или Квиллайя настоящая, также Квилаха мыльная, Квилаха настоящая (лат. Quillaja saponaria) — растение семейства Квиллайевые (Quillajaceae), вид рода Квиллайя. Произрастает в Чили, Перу и Боливии, культивируется в Индии.

## Биологическое описание

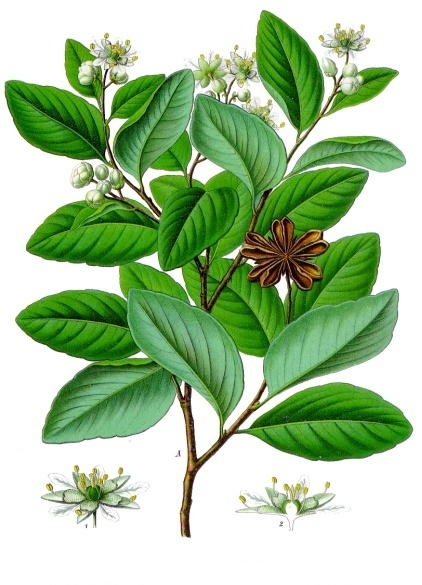

вечнозелёное дерево высотой до 18 м с эллиптическими очередными листьями. Цветки белые пятичленные, собраны в короткие кистевидные соцветия. Плод — сухая пятираздельная листовка бурого цвета.

## Сырьё
Сырьём является собранная и затем высушенная внутренняя кора ствола, представляющая собой пластины до 1 м длиной, 10—15 см шириной и 3—10 мм толщиной. Эти пластины светлые, снаружи неровно-полосатые, местами с остатками бурой пробки, на внутренней стороне гладкие. На изломе они занозистые, слоистые, видны блестящие кристалы. Запах отсутствует, вкус у них раздражающий. Пыль вызывает раздражение слизистых оболочек и продолжительное чихание.

### Химический состав
Кора растения содержит 9—10 % сапонинов с высоким гемолитическим индексом. Агликоном главного сапонина является квиллайевая кислота, а сахаристой частью — галактоза и глюкуроновая кислота. Квиллайевая кислота — производное олеаноловой кислоты, содержащее гидроксильную группу при C16 и альдегидную группу при C24. Этому сапонину в нерасщеплённом виде присущи острый вкус и раздражающее действие на слизистые оболочки. Структура агликонов других сапонинов ещё не раскрыта.

### Использование
Кора дерева применяется в виде водного экстракта или спиртовой настойки в качестве отхаркивающего средства. Сапонины растения используются в качестве эмульгаторов, а также добавляются в зубные пасты и лечебные шампуни.
|                  |  |  |
| Квиллайя мыльная |  |  |